# Sectoria megastoma
Sectoria megastoma är en fiskart som beskrevs av Maurice Kottelat 2000. Sectoria megastoma ingår i släktet Sectoria och familjen grönlingsfiskar. Inga underarter finns listade i Catalogue of Life.